# Pieuse société de saint Gaétan
La pieuse société de saint Gaétan (en latin : Societas Sancti Caietani) constituent une congrégation cléricale de droit pontifical.

## Historique
La congrégation est fondée par Ottorino Zanon (it) (1915 - 1972) vicaire de l'église Santa Maria in Araceli (it) de Vicence. Le 24 mai 1941, il établit une association pour l'assistance religieuse et morale des jeunes travailleurs. Le 27 janvier 1948, l'évêque de Vicence approuve les constitutions permettant à ses quinze membres de prononcer des vœux religieux. L'association est érigée en congrégation cléricale de droit diocésain par Mgr Carlo Zinato (it) le 25 décembre 1961. L'institut obtient l'approbation du Saint-Siège le 24 mai 1991.

## Activités et diffusion
Les religieux se vouent à l'orientation et la formation professionnelle.
Ils sont présents en :
- Europe : Italie, Albanie.
- Amérique : Argentine, Brésil, Guatemala, Paraguay, Salvador.
- Afrique : Mozambique.

La maison généralice est à Vicence.
Au 31 décembre 2005, la congrégation comptait 88 religieux dont 56 prêtres dans 24 maisons.